# ヨーロッパ
ヨーロッパ（ポルトガル語・オランダ語: Europa ポルトガル語: [ew.ˈɾɔ.pɐ] オランダ語: [øːˈroːpaː, ʏˑˈroːpaˑ]）は六大州の一つ。漢字表記は欧羅巴であり欧州（おうしゅう）とも表記される。省略する場合は欧の一字を用いる。

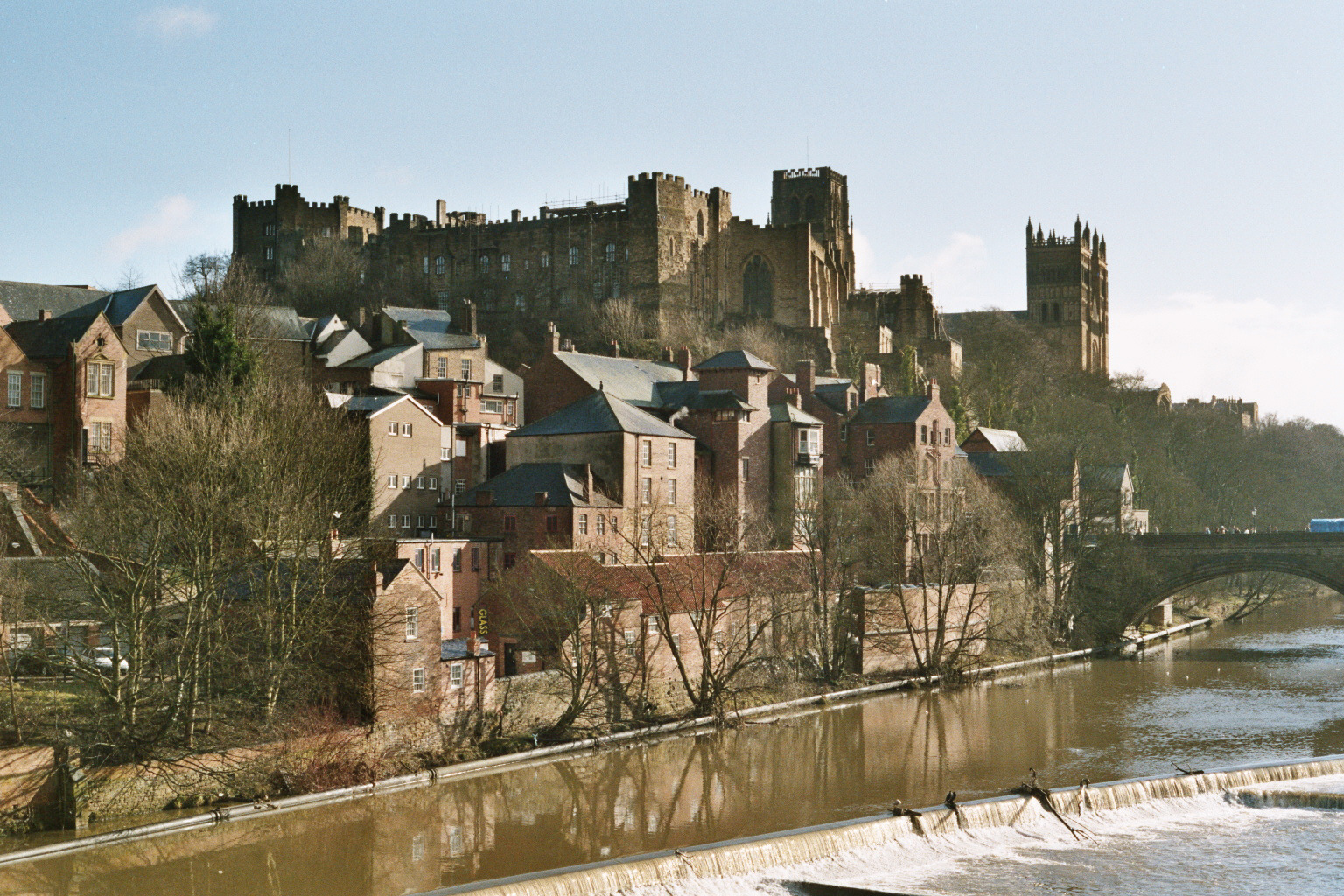
ヨーロッパの原風景の一つであるイギリスの世界遺産ダラム城とダラム大聖堂。

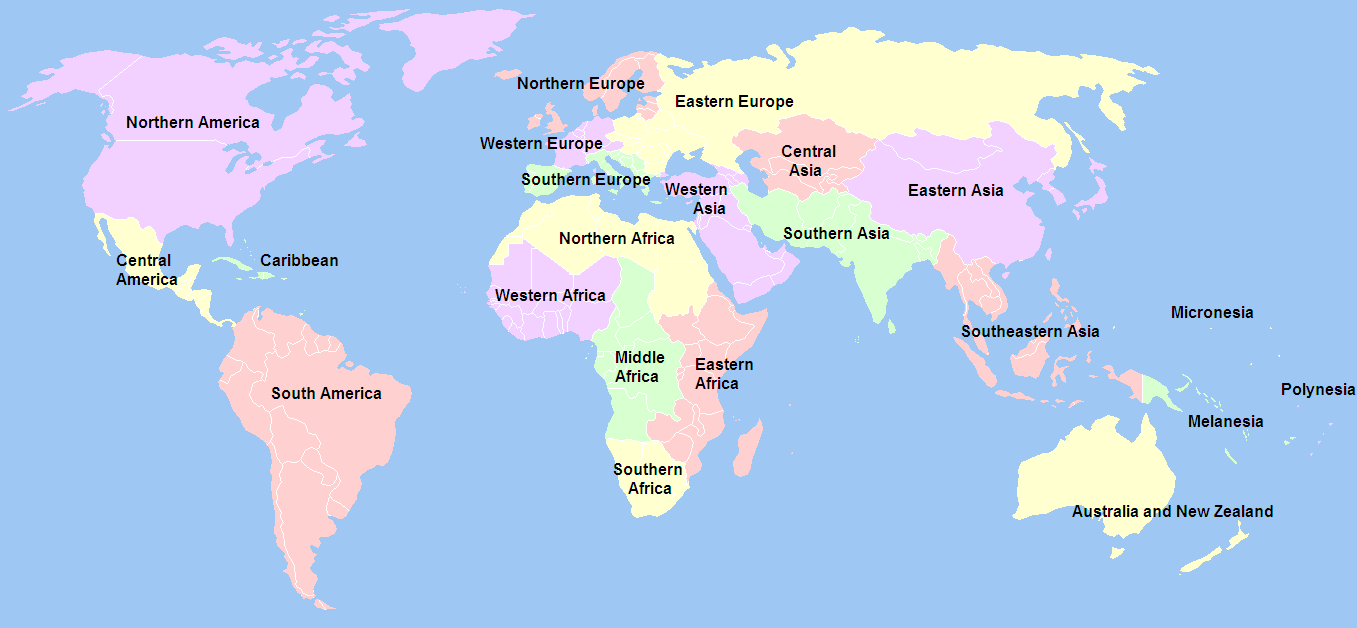
国連による世界地理区分

## 概説
地理的には、ユーラシア大陸北西の半島部を包括し、ウラル山脈及びコーカサス山脈の分水嶺とウラル川・カスピ海・黒海、そして黒海とエーゲ海を繋ぐボスポラス海峡-マルマラ海-ダーダネルス海峡が、アジアと区分される東の境界となる。
面積から見るとヨーロッパ州は世界で2番目に小さな大州であり、1018万km2は地球表面積の2%、陸地に限れば6.8%を占める。アジアに跨る領土を持つロシアは、ヨーロッパ50か国の中で面積および人口第1位の国家である。対照的に最も小さな国家はバチカン市国である。総人口はアジア・アフリカに次ぐ7億3300万である。これは地球総人口の11%である。
ヨーロッパ、特に古代ギリシアは西洋文明発祥の地である。これは、16世紀以降の植民地主義の始まりとともに世界中に拡散し、支配的な役割を果たした。16世紀から20世紀の間、ヨーロッパの国々はアメリカ州、アフリカ、オセアニア、中東、アジアの大部分を支配下に置いた。2度の世界大戦はヨーロッパを戦火で覆い、20世紀中頃の西ヨーロッパによる世界への影響力減衰に結びつき、その地位をアメリカ合衆国とソビエト連邦に奪われる結果となった（のちに、ソ連崩壊に伴ってアメリカ合衆国がこの地位へ再び戻った状態となり、現在まで唯一の超大国となっている）。

## 定義

復元されたヘロドトスの世界地図。

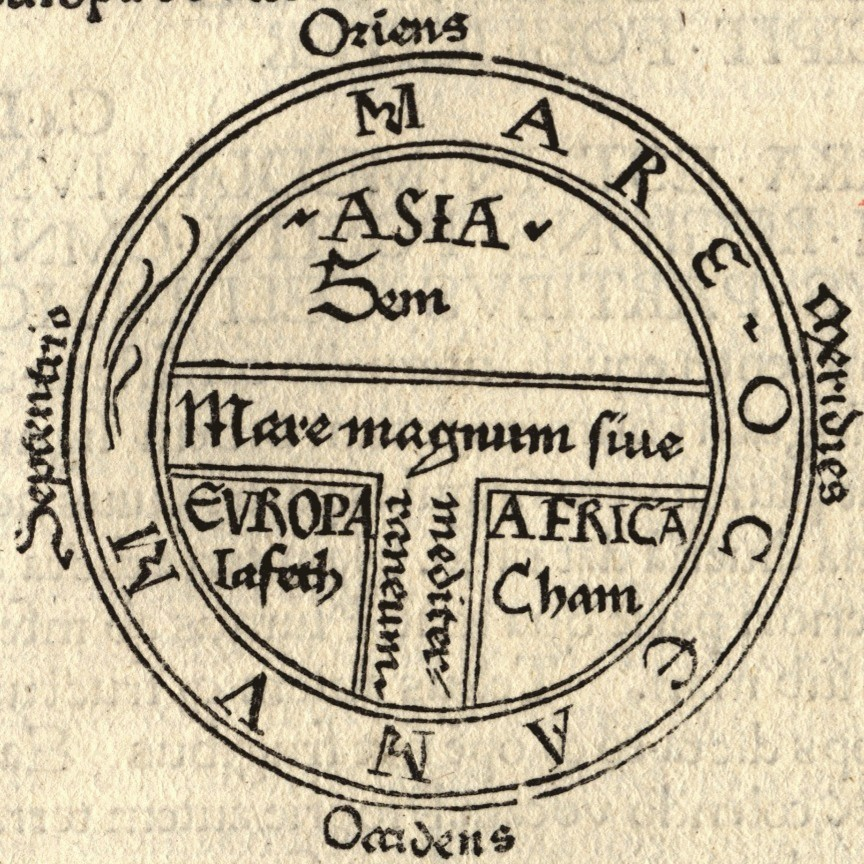
1472年に作成された中世のTO図。世界を3つの大陸として描いている。

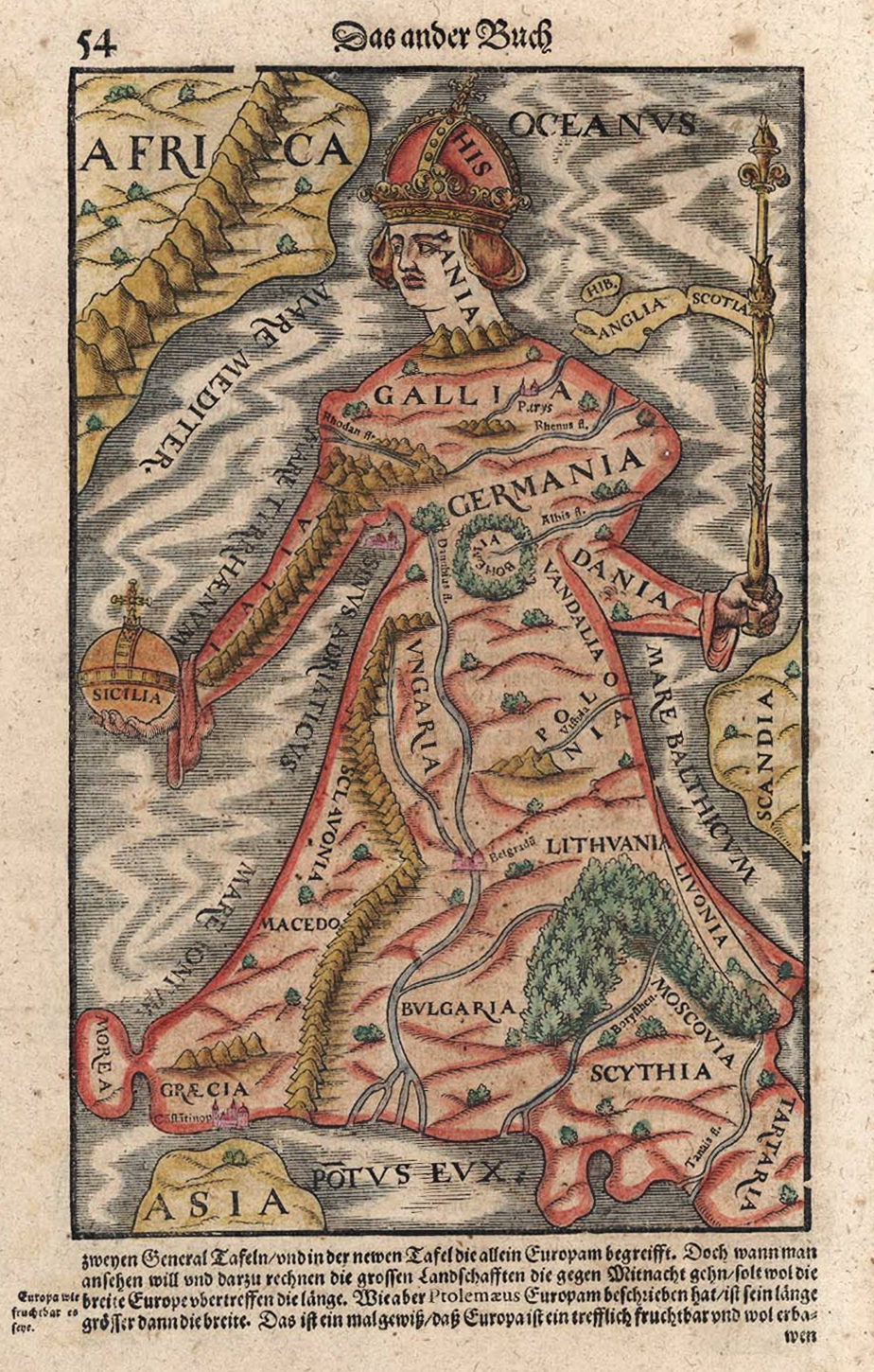
エウローパ・レーギーナを模した地図。『宇宙誌』から。ここでは、ブリテン諸島とスカンディナヴィア半島がヨーロッパとして含まれていない。

### 定義史
用語「ヨーロッパ」は、歴史が展開する中で使われ方が様々に発展。地理用語としてのEurṓpēの記録に残る最古の使用法は、エーゲ海の南海岸を指したもので、デロス島のアポローンに捧げられたホメーロス風讃歌にある。初めてヨーロッパとアジアを区分した地図はミレトスのヘカタイオスが作成した。ギリシアの歴史家ヘロドトスは著書『歴史』第4章にて、世界がヨーロッパ・アジア・リビアの3箇所に分けられ、その境界はナイル川とリオニ川であることを示唆した。彼はさらに、ヨーロッパとアジアの境界はリオニ川ではなくドン川とする考えもあると述べている。1世紀の地理学者ストラボンも東側の境をドン川と考えた。フラヴィウス家の人物の著述や『ヨベル書』では、各大陸をノアから3人の息子たちへそれぞれ与えられたものと記している。そこでは、ヨーロッパはリビアとの境となるジブラルタル海峡のヘラクレスの柱から、アジアとの境となるドン川まで広がる地域としている。
ヨーロッパの文化に言及すると、まず大きく東西2つに分けられ、「西ヨーロッパ」はラテン語とキリスト教世界が結合し8世紀に形成された地域となり、ゲルマン民族の伝統とラテン系キリスト教文化の合流と表され、「東ヨーロッパ」は「ビザンティン帝国」となる。これらはイスラム圏と対比することもできる。西ヨーロッパ地域はイベリア半島北部、ブリテン諸島、フランス、キリスト教化されたドイツ西部、アルプスそして北および中央イタリアが該当する。この考えはカロリング朝ルネサンスの影響を受け継いだもので、カール大帝の文化相となったアルクィンの手紙の中に、しばしば Europa の単語が見られる。このような文化的また地理的な区分は中世後期まで用いられたが、大航海時代にはそぐわなくなった。ヨーロッパの定義問題は最終的に、スウェーデンの地理学者兼地図製作者のフィリップ・ヨハン・フォン・シュトラーレンベルクが提唱した、水域ではなくウラル山脈を最も重要な東の境とする1730年の案がロシア・ツァーリ国を皮切りにヨーロッパ各国の支持を集め、解決を見た。

### 現代の定義
現代では、ヨーロッパとはユーラシア大陸の北西に位置する半島と認識され、北・西・南が大きな水域で区切られた陸地と認識される。東の境界は通常ウラル山脈からウラル川を経由してカスピ海に接続し、そこから南東にあるコーカサス山脈を通って黒海・ボスポラス海峡そして地中海まで繋がる。
社会政治学的または文化的な側面を考慮すると、ヨーロッパの境界は様々な言及がなされる。例えば、キプロスは小アジアのアナトリア半島に近接しているが、ここはしばしばヨーロッパの一部とみなされ、現在ではEUの一員でもある。逆にマルタは長い間アフリカに属する島と受け止められていた。日本の外務省の公式サイトは、NIS諸国に該当するアルメニア、カザフスタンなどを欧州に含めている。
「ヨーロッパ」という単語は、欧州共同体（European Union, EU）のみを指す地政学的な制限を加えて用いられる事もあり、さらに排他的な用例や文化的な中心地と定義する場合もある。その一方で、欧州評議会には47か国が参加しているのに対し、EU加盟国は27か国に過ぎない。

## 呼称

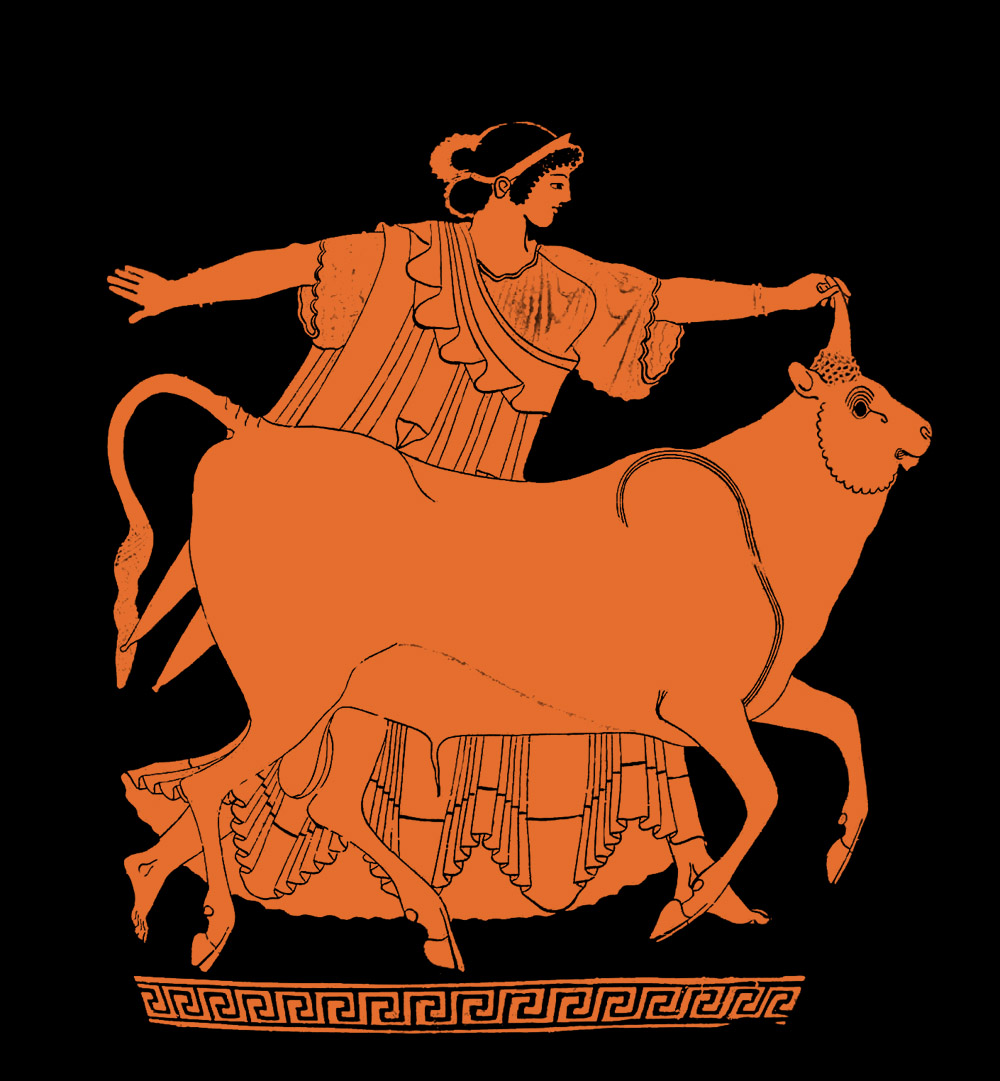
エウローペと神聖なる雄牛

### 語源
単語ヨーロッパの語源にはさまざまな説がある。古代のギリシア神話には、主神ゼウスが白い雄牛に変化して攫ったフェニキアの王女エウローペー（希: Εὐρώπη）が登場する。ゼウスは彼女をクレタ島へ連れ出し、そこでミーノースら3人の子どもを得た。このエウローペーがヨーロッパの語源という説がある。
他に、「広い・幅広い」を意味するギリシア語の εὐρύςに「眼」を意味する ὤψ、「顔」を意味する ὠπ、「相貌」を意味する ὀπτが付加され、合わせた Eurṓpē は「広く熟視する」や「幅広い方角」という意味を持つという。初期インドヨーロッパ語族の信仰では、broad（広い）とは地球そのものを指す形容詞句であった。
他の説ではセム語派の言語に源流を求め、アッカド語の erebu (「太陽が沈むところ」) が元だとも言い、フェニキア語の ereb (「夕方、西」) やアラビア語の Maghreb（マグリブ）やヘブライ語の ma'arivと同根語だと言う。ただし、マーチン・リッチフィールド・ウエストは、Europaとセム語の単語との間には、音韻論的に合致する部分がほとんど無いと主張した。

### 各言語での語形
ヨーロッパの大半の言語で、発音こそ違えど綴りは Europa であるが、英語・フランス語では末尾音が脱落し、Europe となる。英語での発音は[ˈjʊərəp][ˈjɜrəp]で、オクスフォード英語辞典オンラインが示す「Europe」の発音記号は、イギリス英語では[ˈjʊərəp][ˈjɔːrəp]、アメリカ英語では[ˈjərəp][ˈjurəp]である。
日本語の「ヨーロッパ」は、何らかの外国語の発音を直接に音写したものではない。この語は、戦国時代末～江戸時代初期にポルトガル語の Europa（エウロパ）から借用され、「えうろつは」と表記され、「エウロッパ」と発音された。促音の挿入は、原音を反映したものではなく、当時の日本語では促音・撥音の後にのみ p 音が現れたためである（capa → かっぱ もその例）。その後、「エウ」が拗長音化規則により「ヨー」に遷移し、「ヨーロッパ」となった。
漢語では「欧羅巴（歐羅巴）」と音写されたため、中国語では漢字で「歐洲」と表される。日本語においても「欧州連合」のような漢字表記もあるが、カタカナ「ヨーロッパ」の方が一般的である。ちなみに、「欧（歐）」という漢字は、音を表す「區」と意味を示す「欠」とを組み合わせた形声文字で、もともと「吐く」を意味する単語を表記したが、現在ではもっぱら当て字として「ヨーロッパ」の意味のみに用いられている。

### 他の語
多くの主要言語では Europa から派生した単語が、大陸（もしくは半島）を指して使われる。しかしトルコ語では、ペルシャ語を語源とする Frangistan （フランク人の土地）という単語が、正式名称の Avrupa や Evropa よりも多用される。

## 領域
ヨーロッパとは歴史や伝統、文化に共通する地域を類型化してできた地域名であり、地学上はユーラシア大陸西端の半島にすぎない。そのため、領域は観念的なものである。

### ワールド・ファクトブックによる分類

ワールド・ファクトブックによるヨーロッパの分類

### 国際連合による分類

国際連合によるヨーロッパの分類

- ロシア連邦の北アジア部

- 上記の国家のアジア部分

- 上記の国家のアジア部分

- 上記の国家のアジア部分

### 冷戦時代の分類

冷戦時代のヨーロッパの分類

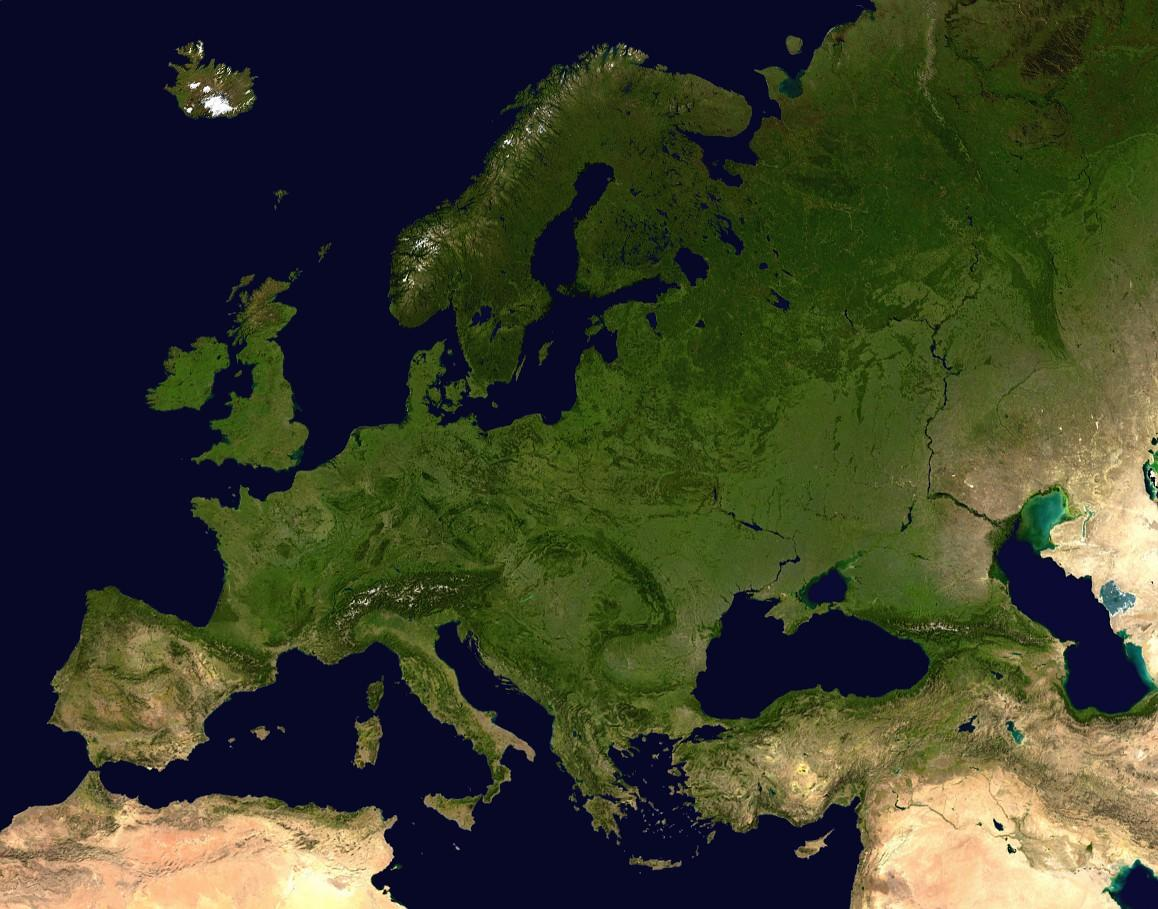
ヨーロッパの衛星写真
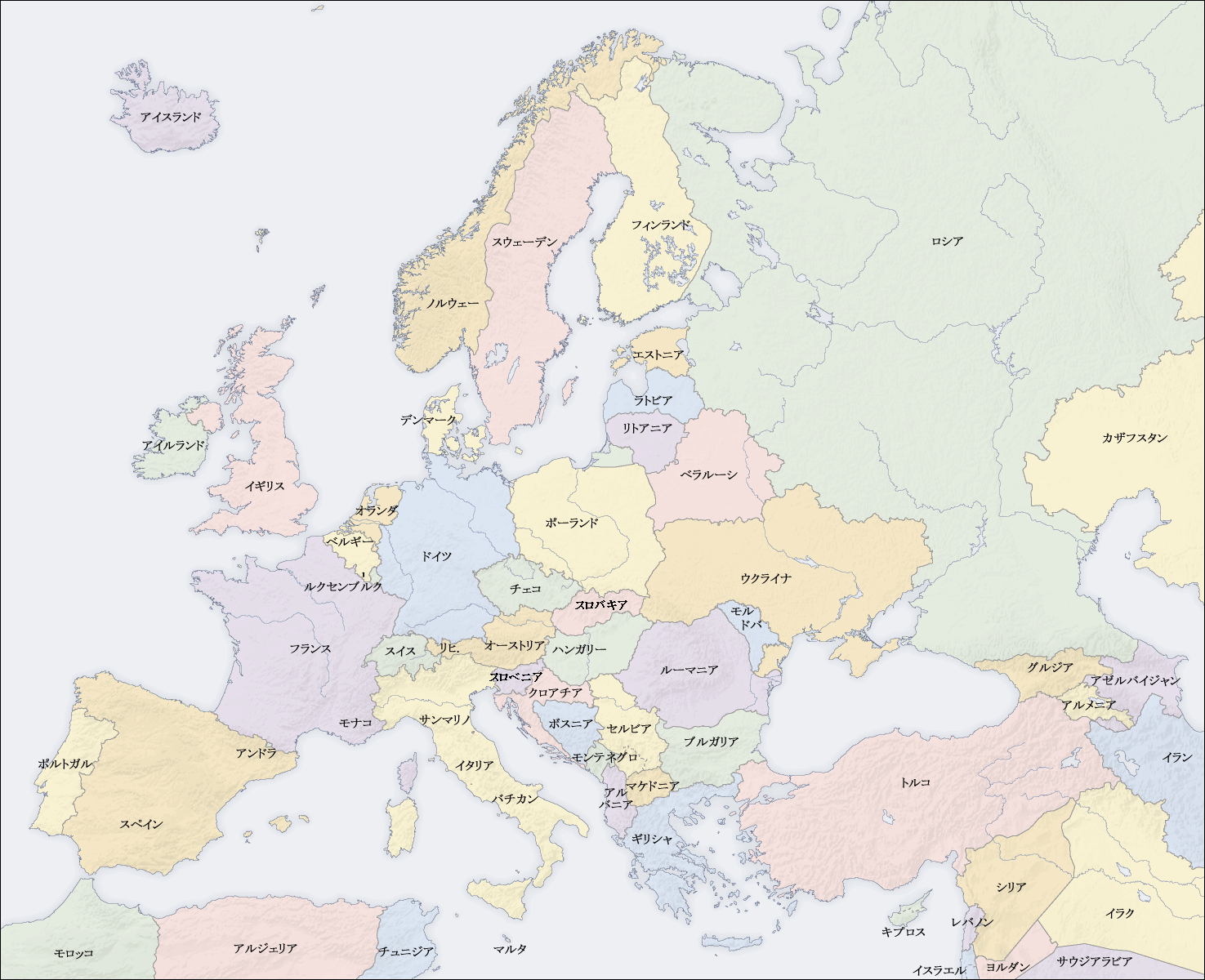
現在ヨーロッパ各国の地図
国旗地図

## 歴史

### 地質史
ヨーロッパ大陸の起源は、22億5000万年前のバルト盾状地（フェノスカンディア）とサルマティア・クラトン形成まで遡ることができる。その後、ヴォルガ-ウラリア盾状地も形成され、この3つが合わさり東ヨーロッパ・クラトン（バルティカ大陸）へ発達した。これはさらに集積し、超大陸であるコロンビア大陸の一部となった。約11億年前には、バルティカとローレンシア大陸の一部であったアークティカ大陸が合わさりロディニア大陸となった。約5億5000万年前には孤立しふたたびバルティカ大陸となったが、約4億4000万年頃にまたローレンシア大陸と衝突してユーラメリカ大陸が形成、後にゴンドワナ大陸と合わさりパンゲア大陸へと成長した。1億9000万年前、大西洋へと成長する分断が始まり、パンゲア大陸はゴンドワナ大陸とローラシア大陸に別れ始め、じきにローラシア大陸もローレンシア（北アメリカ）とユーラシアに分裂した。ただしこの2大陸は長い間グリーンランドで繋がっており、動物の行き来があった。これも5000万年前頃から海面の起伏や低下活動を通じて現在に通じるヨーロッパの姿が形成され、アジアなどと接続した。現在のヨーロッパの形は500万年前頃の第三紀遅くに形成された。

### 先史時代

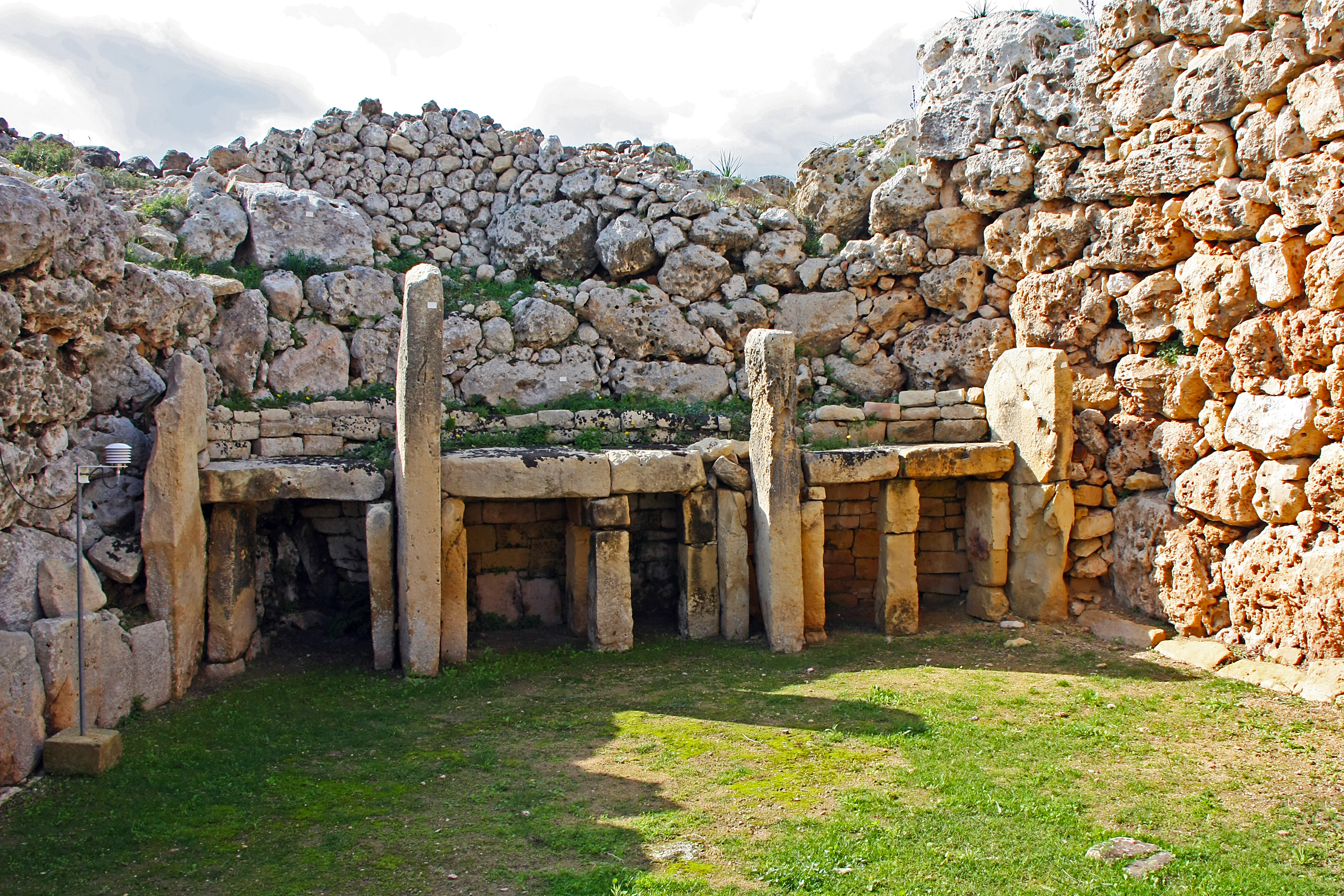
マルタ島のジュガンティーヤ

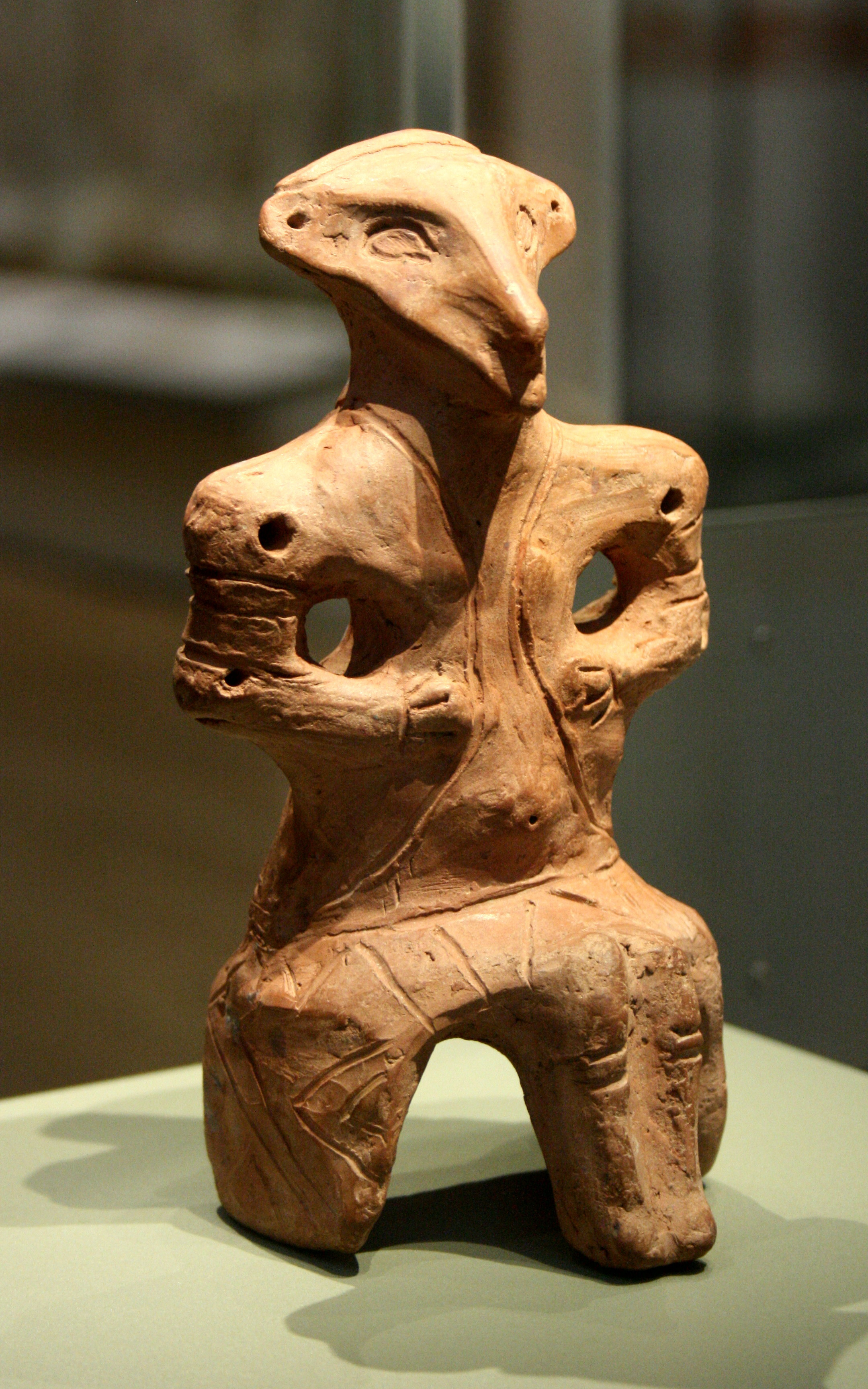
ビンチャの女性像。セルビア新石器時代の土偶

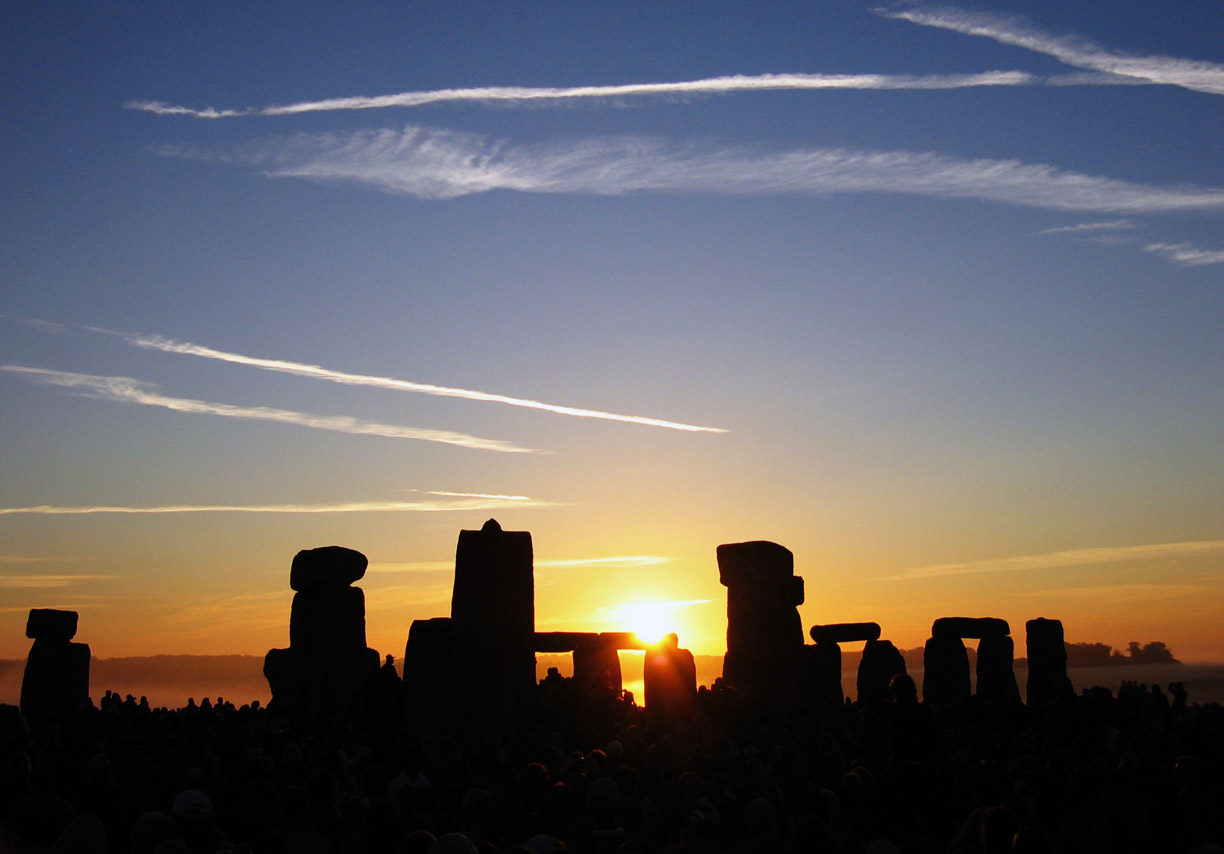
イギリスのストーンヘンジ

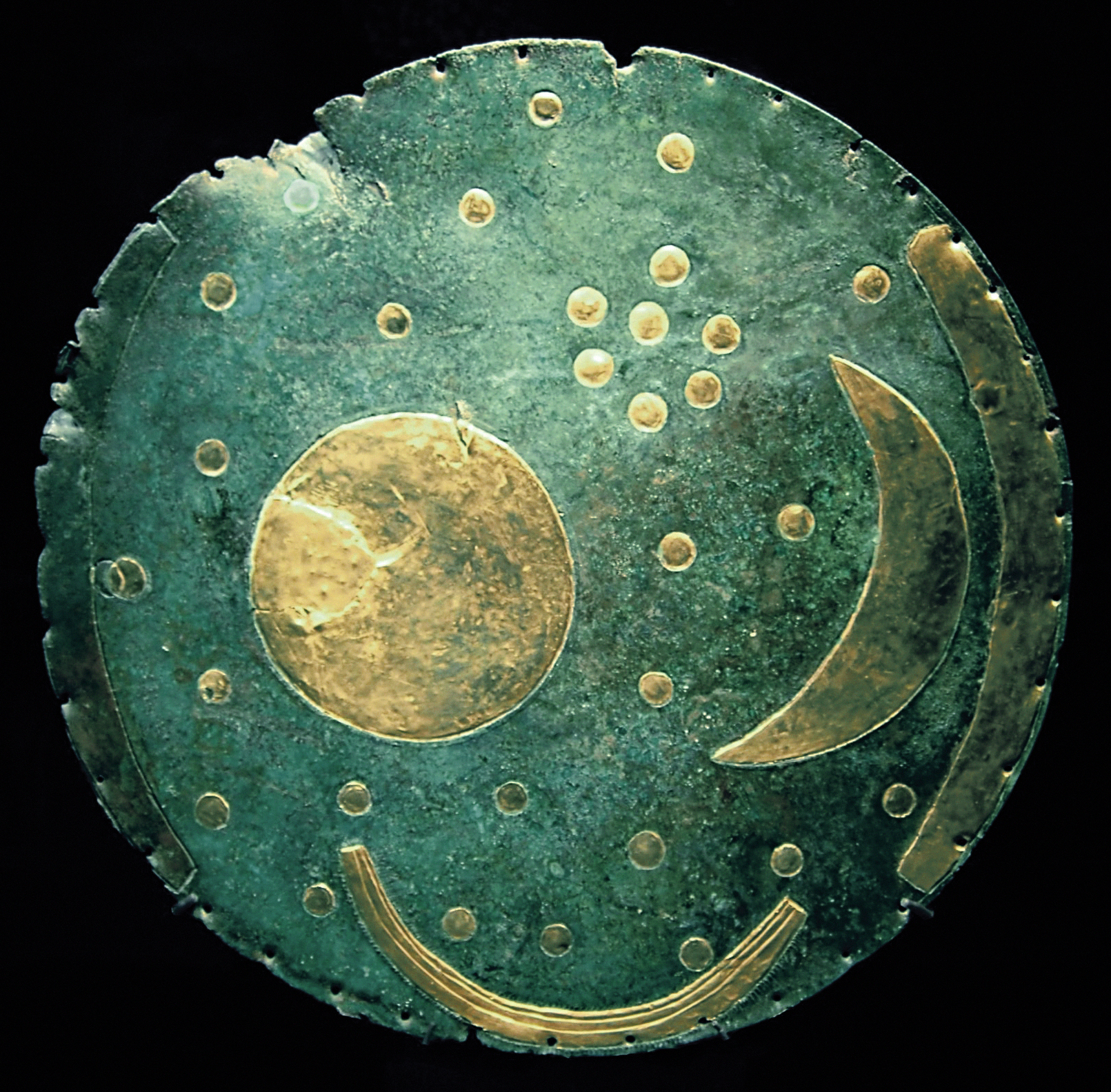
ネブラ・ディスク。ドイツ青銅器時代の遺品

ヨーロッパに定住した初期のヒト科は、約180万年前にジョージアにいたホモ・ゲオルギクスである。他にも、スペインのアタプエルカからは、約100万年前のヒト科の化石が発見された。ドイツのネアンデル谷を名の由来とするネアンデルタール人がヨーロッパに現れたのは約15万年前であり、紀元前28,000年頃には気候変動などの要因から、ポルトガルに最後の足跡を残し絶滅した。彼らに取って代わったのがクロマニョン人であり、ヨーロッパには4.3万年前から4.0万年前頃に進出した。
新石器時代には、作物の栽培や家畜飼育の開始、定住人口が著しく増え、土器の使用も広範囲に及んだ。これらは紀元前7000頃に、農業の先進地であるアナトリア半島や近東からの影響を受けたギリシアやバルカン半島で始まり、南東ヨーロッパからドナウ川やライン川の渓谷を伝って線形陶器文化を形成し、地中海沿岸経由には紀元前4500年から前3000年頃に伝播した。これら新石器時代の文化は中央ヨーロッパから西や北端まで達し、さらに銅器の製法技術が伝わった。新石器時代の西ヨーロッパは、大規模な農耕集落ではなく土手道付き囲い地やクルガンまたは巨石古墳のような遺跡で特徴づけられる。戦斧文化の隆盛がヨーロッパを石器時代から銅器時代へと転換させた。この期間、マルタの巨石神殿群やストーンヘンジなどの巨石遺跡が西または南ヨーロッパで建設された。ヨーロッパの鉄器時代は紀元前800年頃に、ハルシュタット文化が担い始まった。

### ヨーロッパ概念の嚆矢
歴史家ヘロドトスは『世界』にて、ヨーロッパが単に「西」の地を指すのみならず、アジアと異なる世界である事を記述した。彼は第7章にて、ペルシア戦争時のクセルクセス1世と亡命スパルタ人デマラトスとの会話を記しているが、ここでクセルクセス1世は統率者不在で自由放任にあるギリシア人がペルシアの大軍に反抗するとは思えないと語る。それに対しデマラトスは、ギリシアの自由民は自ら定めた法に忠実であり、降伏勧告を受諾する事はないであろうと返す。ヘロドトスは、神聖的絶対君主に「隷属」するアジアと、国民たちによる規律ある「自由」のヨーロッパを対比させている。しかし厳密にはヨーロッパではなくギリシャを対比させている。ヨーロッパは比較的自由だがギリシャは自由だ、としている後代のアリストテレスと共に、ヨーロッパと自己を区別したギリシャの自意識がここにある。
このような対比はアイスキュロスの『ペルシア人』にもあり、ペルシア人の合唱隊がクセルクセス1世の母アトッサを神の妃であり母と讃えるのに対し、決戦に向かうギリシア人が「祖国に自由を」と叫ぶ姿を描写した。古代ギリシアでは、このように隷属を特徴とするアジアとは異なる社会形態を持つ地として、自らの社会を区分する概念を持っていた。

以下は

### ヨーロッパ文明の系譜
古くからヨーロッパ文明の源泉として、ギリシャ文明とローマ文明の存在が語られ、ヨーロッパ文明は、このいわゆる「地中海文明」の直系の子孫だとされてきた。ギリシャ文明から西ヨーロッパ文明という直線的系譜があると当然のように考えられ、ヨーロッパ文明は、ギリシャ・ローマの地中海文明に、ユダヤ教の子孫であるキリスト教が合体して形成された、「ヘレニズムとヘブライズムの統合としてのヨーロッパ」いうイメージが一般に流布してきた。
しかし、このような「3000年にわたる『ヨーロッパ文明』の連続性のイメージ」は、真実とは言い難く、西ヨーロッパ文明とギリシャ・ローマ文明の直接的連続性は存在しない。ギリシャの地中海文明をそのまま連続的に受け継いだのは、5世紀以降のビザンツ帝国、8世紀以降のイスラーム世界であり、むしろ西ヨーロッパ世界は、イスラーム世界の勃興で地中海文明から切り離されることで成立した。ギリシャ・ローマ文明はイスラーム文明を経由し、そこでの独自の発展を含めて12世紀を中心にヨーロッパにもたらされており、西ヨーロッパ文明が基盤を確立したのは12世紀以降である。「ヨーロッパ文明の源泉としてのイスラーム文明」は長い間無視され、ヨーロッパ中心主義の時代には特に無視・軽視されてきた。近年では（2002年時点）、ヨーロッパがイスラーム文明を取り入れて、それを吸収することでどのように自らの文明を築いていったのか、経緯が明らかになりつつある。
ギリシャ・ローマ文明という外部的要因だけでなく、ゲルマン的地盤に注目すべきだと力説する人々もおり、最近ではケルト的地盤が言及されることも増えている。

## 地理

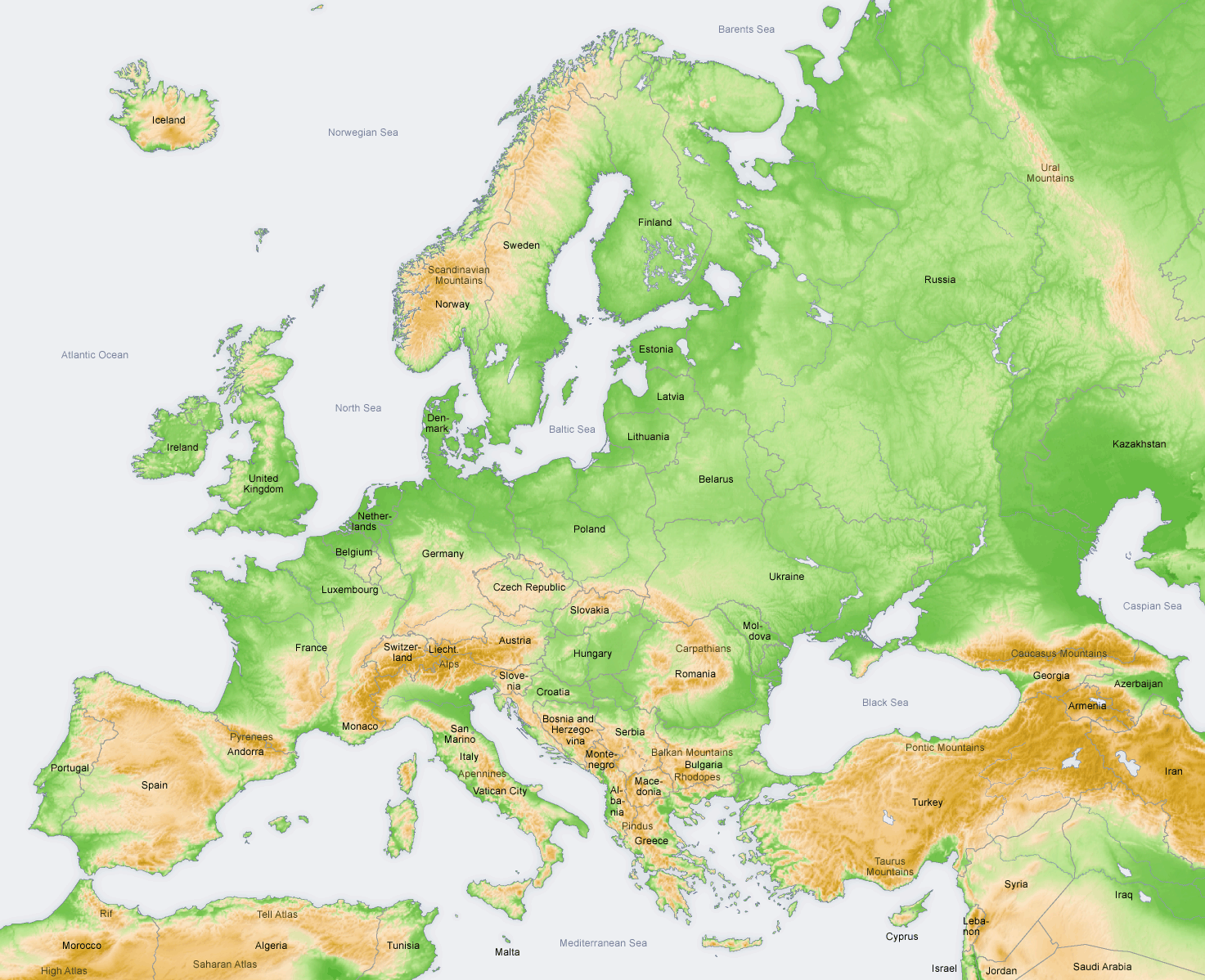
ヨーロッパと周辺の高低差を表した地図。

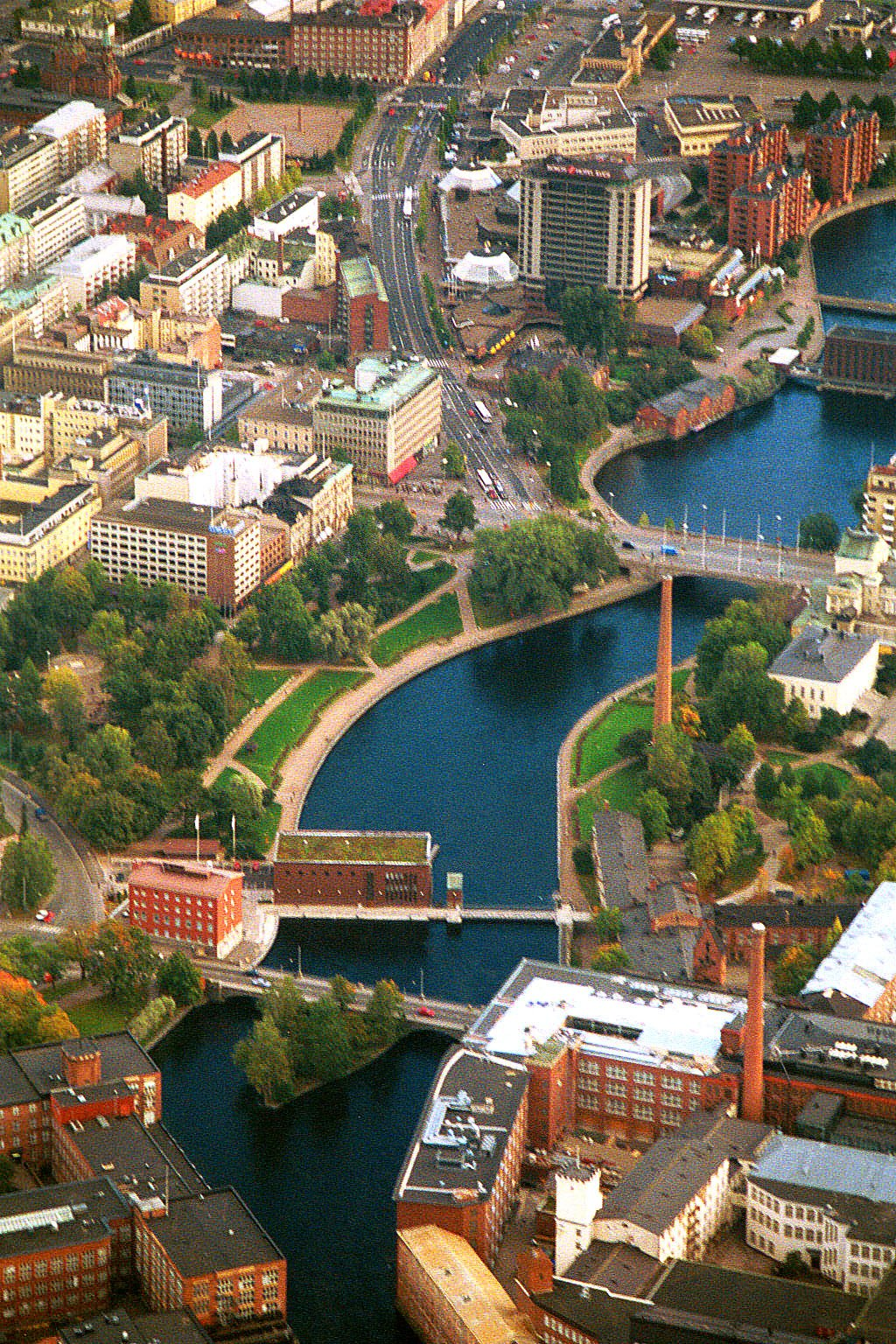
タンメルコスキ川, タンペレ、フィンランド

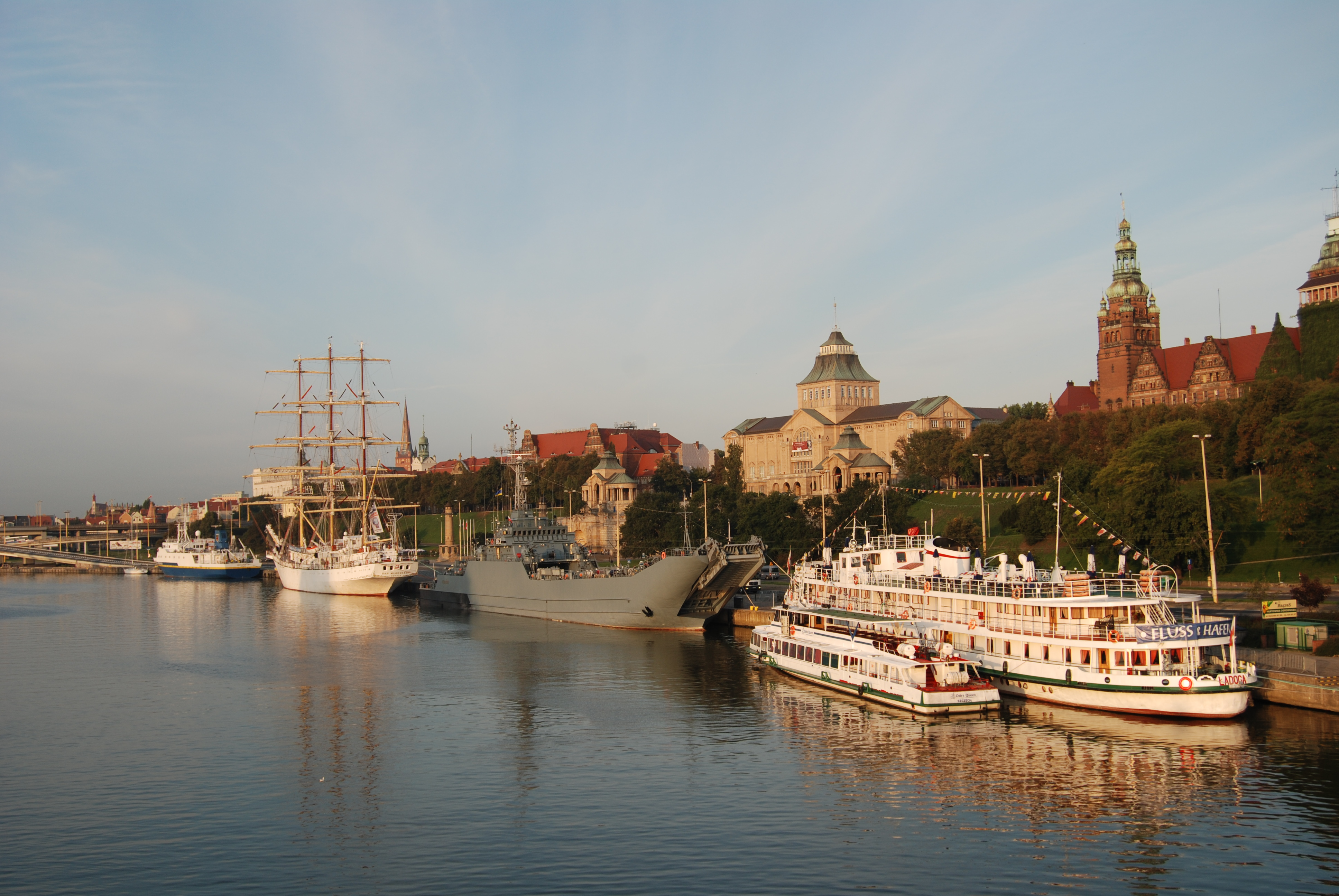
オーデル川, シュチェチン, ポーランド

ヨーロッパは、ユーラシア大陸西の1/5を占める陸地であり、アジアとの地形的に明瞭な区分がない。
ヨーロッパの主軸山系は西からピレネー山脈、アルプス山脈、カルパティア山脈・ディナル・アルプス山脈がある。これらは急峻ではあるが、古代からかなり高地にまで集落がつくられ交易が行われていたように、アジアのヒマラヤ山脈のような人跡未踏の地にはならず、山脈の両側にある程度の分岐を施しながらも断絶させるようなものではなかった。
河川は、ヨーロッパ大陸が小さいため、アジアやアフリカ・アメリカのような大河が無い。アルプス山脈北側は北ヨーロッパ平野などの比較的広い平野をゆるやかな川が流れる。これらの水量は一年を通して変化が少なく、また分水嶺が低い事もあって運河建設が容易な特徴も持っており、水運を発達させやすい性質を持っている。例えば国際河川であるライン川は1000トンクラスの船がスイスまで曳航可能である。これに対し、地中海に注ぐヨーロッパの河川は、源流となる山脈が海に近いため短く、かつ水量がポー川を除きおしなべて少ない。
人文地理的な区分をヨーロッパに施すと、3つの領域に分けることができる。アフリカを含めた地中海沿岸は、ナイル川流域やイベリア半島の一部を除き、およそ内陸と呼べる平野部分が狭い。そのため、各文明は海岸前沿岸部に形成され、そして発展は内陸よりも地中海へ漕ぎ出す志向を強めた。これに対し、アルプス北部の西ヨーロッパには水運に適した河川が多く見られる。そのため、この地域では港湾都市が海岸線よりも河川流域で発達し、ケルン、ブレーメン、ハンブルクそしてロンドンもこの例に当たる。海岸都市はオランダなど16世紀以降にしか見られない。13世紀以降は開墾が盛んになり、河川地域や沼沢地の開墾が盛んになり、海岸線の開拓にも着手されるようになった。残る東ヨーロッパは東ヨーロッパ平原の平坦で単調な地形が広がり、中央アジアの草原地帯へと続いている。そのため東方からの異民族侵入に弱く、結果的に何度も占拠を許した。ヨーロッパの防衛線は、事実上西ヨーロッパの東端となり、東ヨーロッパは都市化が遅れた。

### ヨーロッパの国々
| 国名                     | 漢字表記                      | 原語（公用語）表記                                        | 首都                 |
| ------------------------ | ----------------------------- | --------------------------------------------------------- | -------------------- |
| アルバニア共和国         | 阿爾巴尼亜                    | Shqipëria                                                 | ティラナ             |
| アンドラ公国             | 安道爾                        | Andorra                                                   | アンドラ・ラ・ベリャ |
| オーストリア共和国       | 墺太利/奥地利                 | Österreich                                                | ウィーン             |
| ベラルーシ共和国         | 白露西亜/白俄羅斯             | Беларусь/Белоруссия                                       | ミンスク             |
| ベルギー王国             | 白耳義/比利時                 | België/Belgique/Belgien                                   | ブリュッセル         |
| ボスニア・ヘルツェゴビナ | 波士尼亜赫塞哥維納            | Bosna i Hercegovina                                       | サラエヴォ           |
| ブルガリア共和国         | 勃牙利/保加利亜               | България                                                  | ソフィア             |
| クロアチア共和国         | 克羅埃西亜/克羅地亜           | Hrvatska                                                  | ザグレブ             |
| チェコ共和国             | 捷克                          | Česká Republika                                           | プラハ               |
| デンマーク王国           | 丁抹/丹麦                     | Danmark                                                   | コペンハーゲン       |
| エストニア共和国         | 愛沙尼亜                      | Eesti                                                     | タリン               |
| フィンランド共和国       | 芬蘭                          | Suomi/Finland                                             | ヘルシンキ           |
| フランス共和国           | 仏蘭西/法蘭西                 | France                                                    | パリ                 |
| ドイツ連邦共和国         | 独逸/徳意志                   | Deutschland                                               | ベルリン             |
| ギリシャ共和国           | 希臘                          | Ελλάδα                                                    | アテネ               |
| ハンガリー               | 洪牙利/匈牙利                 | Magyarország                                              | ブダペスト           |
| アイスランド             | 氷島/氷州/愛斯蘭/氷洲         | Ísland                                                    | レイキャヴィーク     |
| アイルランド             | 愛蘭/愛爾蘭                   | Éire/Ireland                                              | ダブリン             |
| イタリア共和国           | 伊太利/伊太利亜/義大利/意大利 | Italia                                                    | ローマ               |
| ラトビア共和国           | 拉脱維亜                      | Latvija                                                   | リガ                 |
| リヒテンシュタイン公国   | 列支敦士登                    | Liechtenstein                                             | ファドゥーツ         |
| リトアニア共和国         | 立陶宛                        | Lietuva                                                   | ヴィリニュス         |
| ルクセンブルク大公国     | 盧森堡                        | Luxembourg/Luxemburg/Lëtzebuerg                           | ルクセンブルク市     |
| マルタ共和国             | 馬耳他                        | Malta                                                     | バレッタ             |
| モルドバ共和国           | 摩爾多瓦                      | Moldova                                                   | キシナウ             |
| モナコ公国               | 摩納哥                        | Monaco                                                    | モナコ               |
| モンテネグロ             | 黒山国/門的内哥羅             | Црна Гора/Crna Gora                                       | ポドゴリツァ         |
| オランダ王国             | 和蘭/阿蘭陀/荷蘭/尼德蘭       | Nederland                                                 | アムステルダム       |
| 北マケドニア共和国       | 北馬其頓                      | Северна Македонија                                        | スコピエ             |
| ノルウェー王国           | 諾威/挪威                     | Norge/Noreg                                               | オスロ               |
| ポーランド共和国         | 波蘭                          | Polska                                                    | ワルシャワ           |
| ポルトガル共和国         | 葡萄牙                        | Portugal                                                  | リスボン             |
| ルーマニア               | 羅馬尼亜                      | România                                                   | ブカレスト           |
| ロシア連邦               | 露西亜/俄羅斯/鄂羅斯/斡羅思   | Россия                                                    | モスクワ             |
| サンマリノ共和国         | 聖馬力諾                      | San Marino                                                | サンマリノ市         |
| セルビア共和国           | 塞爾維/塞爾維亜               | Србија/Srbija                                             | ベオグラード         |
| スロバキア共和国         | 斯洛伐克                      | Slovensko                                                 | ブラチスラヴァ       |
| スロベニア共和国         | 斯洛文尼亜                    | Slovenija                                                 | リュブリャナ         |
| スペイン王国             | 西班牙/日斯巴尼亜             | España                                                    | マドリード           |
| スウェーデン王国         | 瑞典                          | Sverige                                                   | ストックホルム       |
| スイス連邦               | 瑞西/瑞士                     | Schweiz/Suisse/Svizzera/Svizra/Helvetia                   | ベルン               |
| ウクライナ               | 宇克蘭/烏克蘭                 | Україна                                                   | キーウ（キエフ）     |
| イギリス                 | 英吉利                        | United Kingdom                                            | ロンドン             |
| バチカン市国             | 和地関/梵蒂岡                 | Status Civitatis Vaticanae/Stato della Città del Vaticano | バチカン             |

以下に、場合によってはヨーロッパに分類されることがある地理的意味でのアジアの国々を示す。
| 国名                   | 漢字表記          | 原語（公用語）表記  | 首都       | 備考 |
| ---------------------- | ----------------- | ------------------- | ---------- | --- |
| アルメニア共和国       | 亜美尼亜          | Հայաստան            | エレバン   | コーカサス地方の国。欧州評議会加盟国。ヨーロッパオリンピック委員会・欧州サッカー連盟に所属。                                     |
| アゼルバイジャン共和国 | 阿塞拜疆          | Azərbaycan          | バクー     | コーカサス地方の国。欧州評議会加盟国。ヨーロッパオリンピック委員会・欧州サッカー連盟に所属。                                     |
| キプロス共和国         | 賽普勒斯/塞浦路斯 | Κύπρος/Kıbrıs       | ニコシア   | 南部はギリシャ系、北部はトルコ系が実効支配中。ヨーロッパ連合加盟国。国連はキプロスを西アジアに分類                               |
| ジョージア             | 具琉耳/喬治亜     | საქართველო          | トビリシ   | コーカサス地方の国。欧州評議会加盟国。ヨーロッパオリンピック委員会・欧州サッカー連盟に所属。                                     |
| イスラエル国           | 以色列            | מדינת ישראל         | エルサレム | ヨーロッパオリンピック委員会・欧州サッカー連盟・欧州野球連盟に所属                                                               |
| カザフスタン共和国     | 哈薩克斯坦        | Қазақстан/Казахстан | アスタナ   | 国土の西部がヨーロッパに属する。欧州サッカー連盟に所属                                                                           |
| トルコ共和国           | 土耳古/土耳其     | Türkiye             | アンカラ   | バルカン半島からアナトリア半島に跨る。北大西洋条約機構加盟国。ヨーロッパオリンピック委員会・欧州サッカー連盟・欧州野球連盟に所属 |

以下に、事実上独立した地域（国家の承認を得る事が少ない、またはない国）を示す。
| 国名                     | 漢字表記       | 原語（公用語）表記              | 首都           | 備考                             |
| ------------------------ | -------------- | ------------------------------- | -------------- | -------------------------------- |
| コソボ共和国             | 科索沃         | Republika e Kosovës             | プリシュティナ | セルビアからの独立を主張         |
| 沿ドニエストル共和国     | 德涅斯特河沿岸 | Република Молдовеняскэ Нистрянэ | ティラスポリ   | モルドバからの独立を主張         |
| 南オセチア共和国         | 南奥塞梯       | Хуссар Ирыстон                  | ツヒンヴァリ   | ジョージアからの独立を主張       |
| アブハジア共和国         | 阿布哈茲       | Аҧсны                           | スフミ         | ジョージアからの独立を主張       |
| 北キプロス・トルコ共和国 | 北賽普勒斯     | Kuzey Kıbrıs Türk Cumhuriyeti   | レフコシャ     | キプロスからの独立を主張         |
| アルツァフ共和国         | 阿尔扎赫       | Արցախի Հանրապետություն          | ステパナケルト | アゼルバイジャンからの独立を主張 |

## 気候

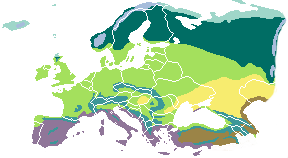
ヨーロッパと周辺の生物群系:
ツンドラ
高山ツンドラ
タイガ
山林
温帯の広葉樹林
地中海性の森林
温帯のステップ
ステップ気候

ヨーロッパは概して偏西風が吹き付け、付近に北大西洋海流が流れるため、温帯気候領域にある。北大西洋海流が影響し、同緯度の他地域よりも温暖である。このような条件が働き、ナポリの年間平均気温は16℃（60.8°F）であり、ほぼ同じ緯度にあるニューヨークの12℃（53.6°F）よりも高い。ドイツのベルリンは、カナダのカルガリーやロシアのアジア大陸部の都市イルクーツクとほぼ同じ緯度にあるが、1月の平均気温はカルガリーより約8℃（15°F）、イルクーツクより22℃（40°F）ちかく高い。
細かな差異では、地中海沿岸は夏に亜熱帯気候的性格を現して雨量が極端に少なくなるのに対し、冬は温暖で雨も多い。西ヨーロッパは海洋性気候の特徴を持ち、夏は涼しく冬は暖かい。季節による雨量の変化も少なくほぼ一定している。これに対し東ヨーロッパは大陸性気候であり、夏は暑く冬は寒い。黒海沿岸を除き雨量は少なく、冬には多くの河川や湖沼が凍結する。

## 植生

ヨーロッパおよび周辺の生物地理分布

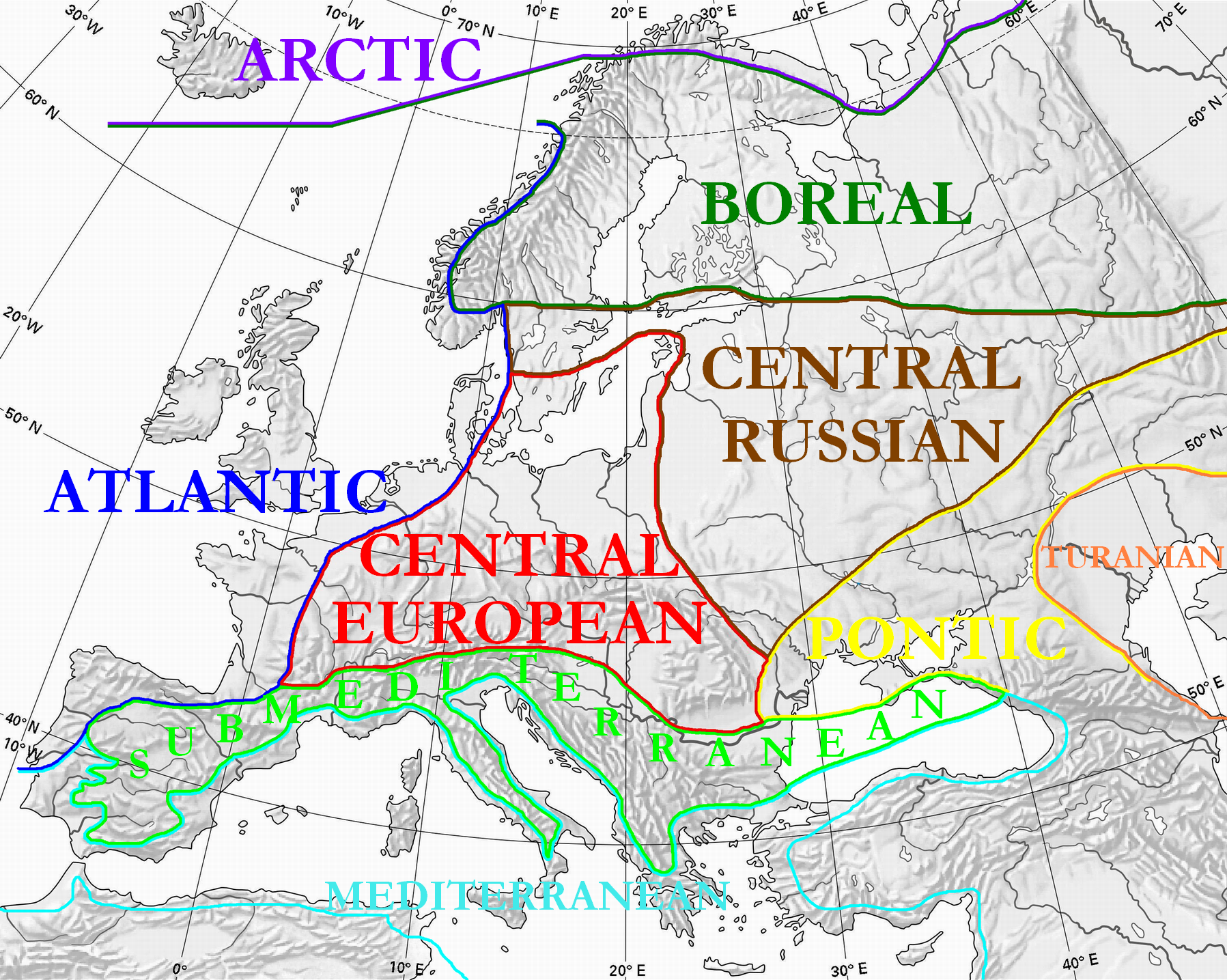
ヨーロッパと隣接地域の植物区系。Wolfgang Frey and Rainer Lösch から。

かつて、おそらくヨーロッパの80-90%は森林で覆われていた。その姿は今から1000年ほど前までは維持されていたと考えられる。花粉学研究結果によると、太古にはハシバミ類が主流であったが、時とともにナラ、ニレ、シナノキが繁り、5-6世紀頃にはブナ、ツノギ、モミ、ハリモミ類が優勢になった。10世紀末-11世紀頃にはこれらにシラカバやクリも加わり豊かな樹相を成していた。山岳地帯や北欧ではハリモミ類が、南ヨーロッパではマツ類も見られた。ただし乾燥した地中海沿岸では、古くから森林の発達は限定的であった。東ヨーロッパでは北部こそ針葉樹林が広がっていたが、東南部は乾燥したステップ地帯が広がり木々の生長はあまり見込めなかった。黒海沿岸は肥沃な黒土域であり、古代から豊かな穀物収穫があげられていた。
これらに変化が見られたのは12世紀後半以降、盛んに広まった羊の放牧による森林伐採と牧草地化である。イギリスおよびイベリア半島で盛んになった季節的移動牧畜、そして11-13世紀頃に人口が急激に増えた影響から開墾や住居地化が広がった。樹木の種類にも人間の活動による選別が加わり、ドングリなど家畜飼料に使える種実類をもたらすナラ・ブナ・クリ類は木材用としても珍重されたが、これらに適さないマツは多くが伐採され、南欧のステップ化を促進した。現在ヨーロッパで多く見られるプラタナスやポプラなどは、近年になって人間が植栽したものである。

## 政治
ヨーロッパの現在の政治は、当該大陸内における歴史的な事案にまで遡ることが出来る面が強い。同様に、当該大陸内の地理や経済、各国の文化も現在のヨーロッパの政治構成に貢献している点が見受けられる。

## 経済

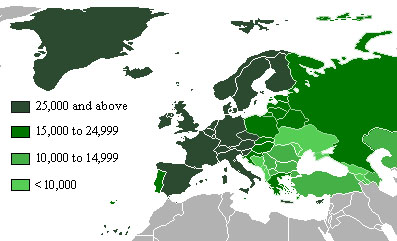
ヨーロッパおよび周辺諸国の一人あたり名目GDP (nominal)。2006年。

大陸という単位で見れば、ヨーロッパの経済規模は最も大きく、2008年の資産データでは32.7兆ドルと、北アメリカの27.1兆ドルを上回る。2009年においてもヨーロッパは、経済危機前の水準を上回る総資産総額37.1兆ドルという世界全資産の1/3を確保し、最も豊かな地域であり続けた。
27か国で構成される欧州連合のうち16か国が共通通貨であるユーロに移行し、世界一の単一経済統合地域を創設した。国別GDP (PPP) 比較では、世界の上位10か国中5か国がヨーロッパ諸国で占められた。『ザ・ワールド・ファクトブック』によると、ドイツが5位、イギリスが6位、ロシアが7位、フランスが8位、イタリアが10位にランクインした。
ヨーロッパ内部では、一人あたりの国民所得に大きなばらつきがある。最も高いモナコは172,676USドル（2009年）、最も低いモルドバは1,631USドルに過ぎない。

## 言語・民族

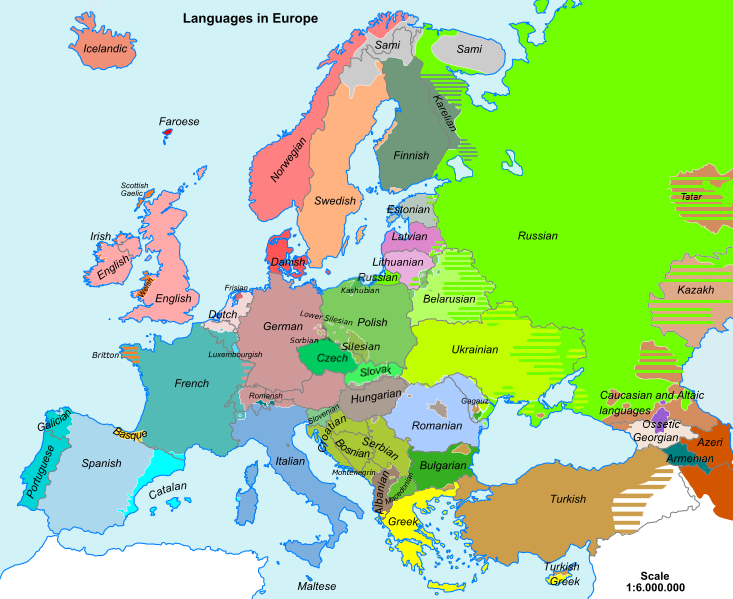
ヨーロッパの言語地図

### 言語
ヨーロッパの言語はほとんどがインドヨーロッパ語族に属すが、一部はウラル語族やカフカス諸語に属し、バスク語は孤立した言語である。
- インド・ヨーロッパ語族
  - ゲルマン語派　：英語、オランダ語、ドイツ語、ルクセンブルク語、ノルウェー語、スウェーデン語、デンマーク語、アイスランド語、フェロー語など
  - イタリック語派　：イタリア語、フランス語、スペイン語、ポルトガル語、ルーマニア語、カタルーニャ語、ロマンシュ語など
  - ケルト語派　：アイルランド語、ウェールズ語、スコットランド・ゲール語、マン島語など
  - スラブ語派　：ロシア語、ベラルーシ語、ウクライナ語、チェコ語、スロバキア語、ブルガリア語、マケドニア語、スロベニア語、セルビア語、ボスニア語、クロアチア語、モンテネグロ語、ポーランド語など
  - バルト語派　：ラトビア語、リトアニア語
  - ギリシャ語派　：ギリシャ語
  - アルバニア語派　：アルバニア語
  - アルメニア語派　：アルメニア語
  - インド・イラン語派　：オセット語、ロマ語
- ウラル語族
  - フィン・ウゴル語派　：フィンランド語、サーミ語、エストニア語、ハンガリー語など
  - サモエード語派　：ネネツ語
- コーカサス諸語　：チェチェン語、グルジア語など
- バスク語
- アフロ・アジア語族　：マルタ語
- アルタイ諸語
  - テュルク語族　：トルコ語、アゼルバイジャン語、タタール語など
  - モンゴル語族　：カルムイク語

### 住民の遺伝子
ヨーロッパ人はコーカソイドに属す。Y染色体ハプログループは、西ヨーロッパを中心にハプログループR1b (Y染色体)が最も高頻度にみられるほか、バルカン半島と北欧でハプログループI (Y染色体)、東欧でハプログループR1a (Y染色体)、北西ヨーロッパでハプログループN (Y染色体)、南ヨーロッパでハプログループE1b1b (Y染色体)が高頻度に見られる。

## 宗教

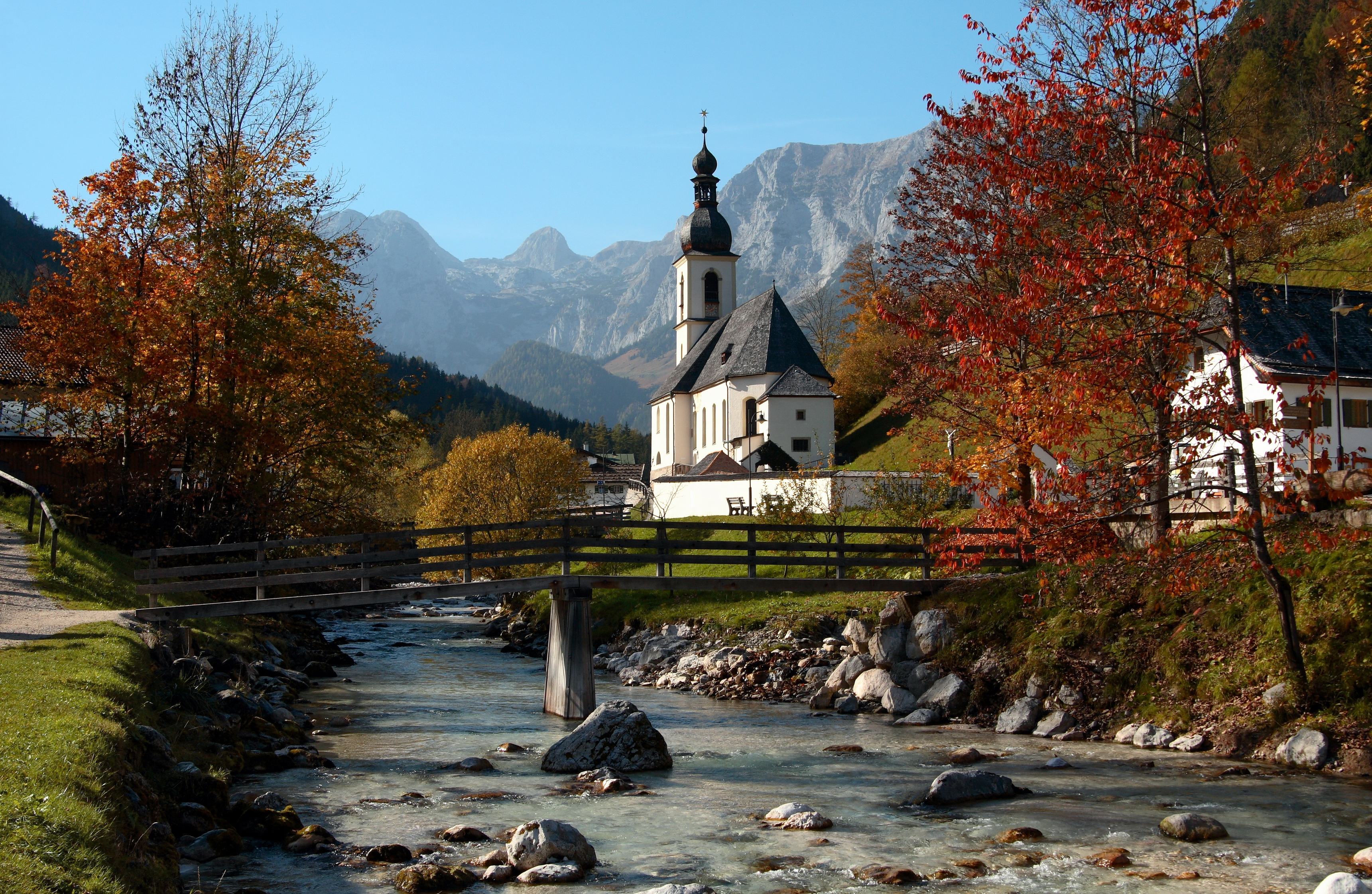
ドイツ、サンセバスチャンのラムサウの教会。

歴史的に、ヨーロッパの宗教は西洋美術史、文化、西洋哲学、EU法などに影響を及ぼした。ヨーロッパ主要の宗教は、カトリック、正教会、プロテスタントの3様式に分かれたキリスト教である。これに続き、東南ヨーロッパ（ボスニア・ヘルツェゴビナ、アルバニア、コソボ、カザフスタン、北キプロス・トルコ共和国、トルコ、アゼルバイジャン）で主に信仰されるイスラム教がある。その他、ユダヤ教、ヒンドゥー教、仏教などがあり、ロシアのカルムイク共和国ではチベット系仏教が主流である。一方で、ヨーロッパは比較的世俗的風潮が強いところでもあり、無宗教や不可知論、無神論を標榜する人々も西ヨーロッパを中心に増加傾向にあり、実際にチェコ、エストニア、スウェーデン、ドイツ（特に旧東ドイツ）、フランスなどで無宗教を表明している人の割合が高い。

## 統合

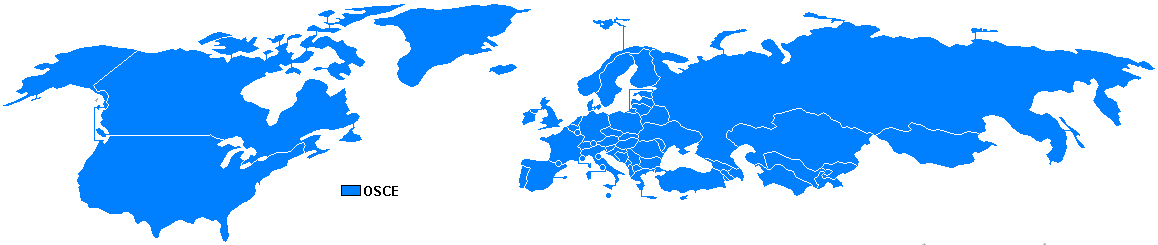
欧州安全保障協力機構 (OSCE)

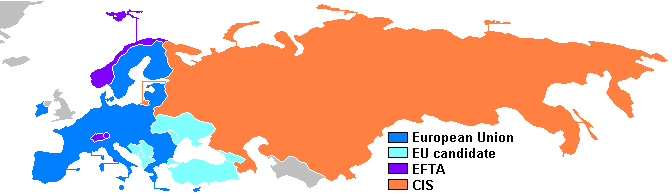
欧州連合と独立国家共同体

11世紀以降、ヨーロッパは各都市間および農村との間を繋ぐ交通網と経済交流が盛んに行われ、日用品や生活必需品までもの需要供給関係が確立していた。そして共通のラテン語を基盤とする普遍的文化に覆われていた。この統一的な状態を破壊したものが、近代的な国民国家の成立と言える。それぞれの国が個別の言語や法律などを以って政治的支配を施し、内政的には都市と農村の対立、外交的には分断された主義を原因とする争いが激化し、ヨーロッパの近代を「戦争の世紀」に陥らせた。
欧州統合は通貨・経済から、最終的には政治統合までを目指す活動であり、それは国民国家樹立以前の普遍的なヨーロッパを現代に復活させようという動きでもある。そして現代的視点からすれば、欧州統合は地方主義そして国民国家の緩やかな否定でもある。アメリカ合衆国と比肩する政治・経済共同体として国際的な立場を強化するという点もさる事ながら、思考的にも近代的な政治区画観念から脱却し、大陸主義に立脚したものへの転換を迫る意義を持つ。

## 文化
ヨーロッパにおける文化は多様で、数々の伝統をはじめ、料理や文学、哲学、音楽、美術や建築、映画に根ざしている面が多い。また、その範疇はこれらの枠のみに止まらず経済へも深い影響を及ぼしていて、上述の共同体の設立にも関連性を持ち合わせている。

## スポーツ
ヨーロッパのスポーツの特徴は、高度に組織化されていて多くの競技がプロフェッショナルリーグを持っているという点である。今日世界的に知られるスポーツの多くはヨーロッパ（特にイギリス）の伝統的なスポーツに起源を持ち、それらが近代に整備されて誕生したもので、その伝統的なスポーツは現代のヨーロッパで盛んとなっている。